# Sierra Leone az 1968. évi nyári olimpiai játékokon
Sierra Leone a mexikói Mexikóvárosban megrendezett 1968. évi nyári olimpiai játékok egyik részt vevő nemzete volt. Az országot az olimpián 2 sportágban 3 sportoló képviselte, akik érmet nem szereztek. Sierra Leone első alkalommal vett részt az olimpiai játékokon.

## Atlétika
Férfi
| Versenyző       | Versenyszám | Döntő         | Döntő         |
| Versenyző       | Versenyszám | Idő           | Helyezés      |
| --------------- | ----------- | ------------- | ------------- |
| Alifu Massaquoi | 10 000 m    | nem ért célba | nem ért célba |
| Alifu Massaquoi | Maraton     | 2:52:28       | 45.           |

| Versenyző     | Versenyszám | Selejtező | Selejtező | Döntő    | Döntő    |
| Versenyző     | Versenyszám | Eredmény  | Helyezés  | Eredmény | Helyezés |
| ------------- | ----------- | --------- | --------- | -------- | -------- |
| Marconi Turay | Magasugrás  | 190 cm    | 39.       | kiesett  | kiesett  |

## Ökölvívás
| Versenyző  | Versenyszám | Nyolcaddöntő          | Negyeddöntő       | Elődöntő          | Döntő             | Helyezés |
| Versenyző  | Versenyszám | Ellenfél Eredmény     | Ellenfél Eredmény | Ellenfél Eredmény | Ellenfél Eredmény | Helyezés |
| ---------- | ----------- | --------------------- | ----------------- | ----------------- | ----------------- | -------- |
| John Coker | Nehézsúly   | Ion Alexe (ROU) · 0-5 | kiesett           | kiesett           | kiesett           | 9.       |